# Andrew Murray (1er vicomte Dunedin)
Pour les articles homonymes, voir Andrew Murray et Murray.
Andrew Graham Murray, (21 novembre 1849 - 21 août 1942) est un homme politique et juge écossais. Il est Secrétaire d'État pour l'Écosse entre 1903 et 1905, Lord Justice General et Lord President de la Court of Session entre 1905 et 1913 et Lord of Appeal in Ordinary entre 1913 et 1932.

## Jeunesse et éducation
Il est le fils de Thomas Graham Murray et de Caroline Jane, fille de John Tod . Son père et son grand-père sont avocats et associés fondateurs de la firme d'Édimbourg Tods Murray & Jamieson . Il fait ses études à Harrow et au Trinity College de Cambridge.

## Carrière politique et juridique, 1891–1905

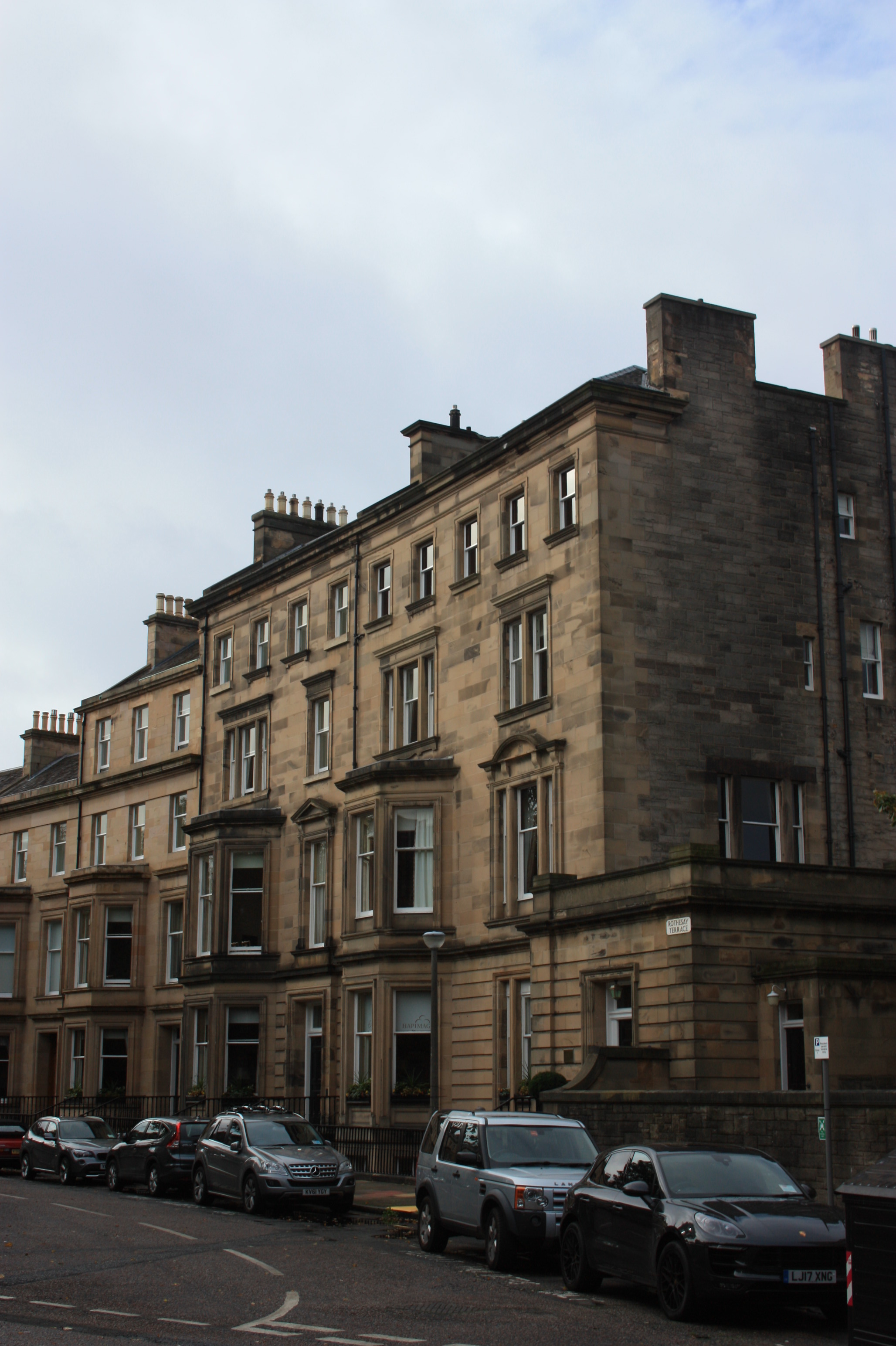
7 Rothesay Terrace, Édimbourg (à droite)

Il est admis au Barreau écossais en 1874 et est devenu Conseiller de la reine en 1891 . La même année, il est également élu député de Bute, siège qu'il occupe jusqu'en 1905 et nommé Solliciteur général pour l'Écosse dans l'administration conservatrice de Lord Salisbury. Les conservateurs perdent le pouvoir en 1892, mais lorsqu'ils sont revenus au pouvoir en 1895 sous Salisbury, Murray est nouveau nommé solliciteur général pour l'Écosse.
En 1896, il est promu Lord Advocate et admis au Conseil privé. Il est resté en tant que Lord Advocate lorsque Arthur Balfour est devenu Premier ministre en 1902, mais l'année suivante, il succède à Alexander Bruce (6e Lord Balfour de Burleigh) comme Secrétaire d'État pour l'Écosse avec un siège au cabinet.
En 1900, il vivait au 7 Rothesay Terrace, dans le quartier branché d’Édimbourg .

## Carrière de juge, 1905-1932
Murray quitte le gouvernement et le parlement en février 1905, après avoir été nommé lord juge général et lord président de la Cour de session . Il est élevé à la pairie en tant que baron Dunedin, de Stenton dans le comté de Perth, le 9 mars 1905. Il occupe ces postes jusqu'en 1913, date à laquelle il est nommé Lord of Appeal in Ordinary.
Au cours de son mandat en tant que juge, il a rendu de longs jugements majoritaires dans des affaires telles que Metropolitan Water Board contre Dick Kerr & Co Ltd  concernant la frustration et Tredegar c. Harwood  concernant la responsabilité d'un propriétaire d'assurer des locaux, Ellerman Lines Ltd c Murray  sur le droit du travail et le recours excessif à un préambule ou à un projet d'instrument international, Sorrel c Smith  concernant le délit de complot visant à entraver un commerce ou en appelant, Leyland Shipping Co Ltd contre Norwich Union Fire Insurance Society Ltd  sur le lien de causalité en matière délictuelle, Dunlop Pneumatic Tire Co Ltd contre New Garage &amp; Motor Co Ltd  sur les clauses de pénalité et Plumb contre Cobden Flour Mills Co Ltd  sur la responsabilité de l'employeur. En 1923, il est président du comité de révision des distinctions politiques. Il prend sa retraite en tant que juge en 1932 .
En dehors de sa carrière juridique et politique, Andrew Murray est shérif du Perthshire entre 1890 et 1891 et Lord Lieutenant du Buteshire entre 1901 et 1905. Il est nommé Chevalier Commandeur de l'Ordre Royal Victorien en 1908 et Chevalier Grand-Croix de l'Ordre Royal Victorien en 1922. En 1926, il fest nommé vicomte Dunedin, de Stenton, dans le comté de Perth.

## Famille
Andrew Murray s'est marié deux fois. Il épouse d'abord Mary Clementina, fille de l'amiral William Edmonstone (en) en 1874. Ils ont un fils et deux filles. Après la mort de Mary en décembre 1922, il se remarie avec Jean Elmslie Henderson Findlay, secrétaire du Scottish War Savings Committee pendant la Première Guerre mondiale et fille de George Findlay, en 1923. Ils n'ont pas d'enfants. Son fils unique, Ronald Thomas Graham Murray (1875-1934) est un major de la Black Watch et combat pendant la Première Guerre mondiale. Cependant, il meurt sans enfant en septembre 1934, à l'âge de 59 ans, huit ans avant son père. Andrew Murrayn est décédé en août 1942, à l'âge de 92 ans. Comme il n'a pas de descendant masculin survivant, ses deux titres ont disparu à sa mort .